# Oulema collaris
Oulema collaris är en skalbaggsart som först beskrevs av Thomas Say 1824.  Oulema collaris ingår i släktet Oulema och familjen bladbaggar. Inga underarter finns listade i Catalogue of Life.